# Aircrack-ng
Aircrack-ng是一个与802.11标准的无线网络分析有关的安全软件，主要功能有：网络侦测，数据包嗅探，WEP和WPA/WPA2-PSK破解。Aircrack-ng可以工作在任何支持监听模式的无线网卡上（设备列表请参阅其官方网站或）并嗅探802.11a，802.11b，802.11g的数据。该程序可运行在Linux和Windows上。Linux版本已经被移植到了Zaurus和Maemo系统平台, 并概念验证可移植到iPhone。
2007年四月，德国达姆施塔特工业大学的研究小组根据Adi Shamir（RSA发明人之一）发表的论文，研究出了一种新的攻击方式。这个名叫“PTW”的方法降低了在解密WEP所需的的初始化向量数量并从aircrack-ng 0.9版本开始被应用。
Aircrack-ng是Aircrack项目的一个分支。

## 特性
aircrack-ng 套件包含有：
| Name           | Description                                                 |
| -------------- | ----------------------------------------------------------- |
| aircrack-ng    | 破解WEP以及WPA（字典攻击）密钥                              |
| airdecap-ng    | 通过已知密钥来解密WEP或WPA嗅探数据                          |
| airmon-ng      | 将网卡设定为监听模式                                        |
| aireplay-ng    | 数据包注入工具（Linux和Windows使用CommView驱动程序）        |
| airodump-ng    | 数据包嗅探：将无线网络数据输送到PCAP或IVS文件并显示网络信息 |
| airtun-ng      | 创建虚拟管道                                                |
| airolib-ng     | 保存、管理ESSID密码列表                                     |
| packetforge-ng | 创建数据包注入用的加密包。                                  |
| Tools          | 混合、转换工具                                              |
| airbase-ng     | 软件模拟AP                                                  |
| airdecloak-ng  | 消除pcap文件中的WEP加密                                     |
| airdriver-ng   | 无线设备驱动管理工具                                        |
| airolib-ng     | 保存、管理ESSID密码列表，计算对应的密钥                     |
| airserv-ng     | 允许不同的进程访问无线网卡                                  |
| buddy-ng       | easside-ng的文件描述                                        |
| easside-ng     | 和AP接入点通讯（无WEP）                                     |
| tkiptun-ng     | WPA/TKIP攻击                                                |
| wesside-ng     | 自动破解WEP密钥                                             |

## Gerix Wifi Cracker
Gerix Wifi Cracker 是一个在Linux上的aircrack-ng前端GUI。 Gerix 同样遵循GNU General Public License协议并在某些Linux发行版诸如BackTrack中用来做入侵检测。Gerix囊括了大量入侵检测工具：网络分析，数据包抓取（嗅探），数据包注入。